# 中國生產力中心
財團法人中國生產力中心（  ，簡稱CPC）是中華民國經濟部於1955年成立的財團法人組織，旨於協助企業提升製造技術與管理水準，對產業界進行企業管理諮詢輔導與培訓經營管理人才，並與政府機構合作協助提昇台灣產業競爭力，扮演中華民國官方與民間企業之間的橋梁與助手的角色。
曾於1990年被世界銀行評鑑為開發中國家輔導機構的典範。
於 1955 年11月11日創立財團法人中國生產力中心，是中華民國成立最早、最大的經營管理顧問機構。

## 歷史

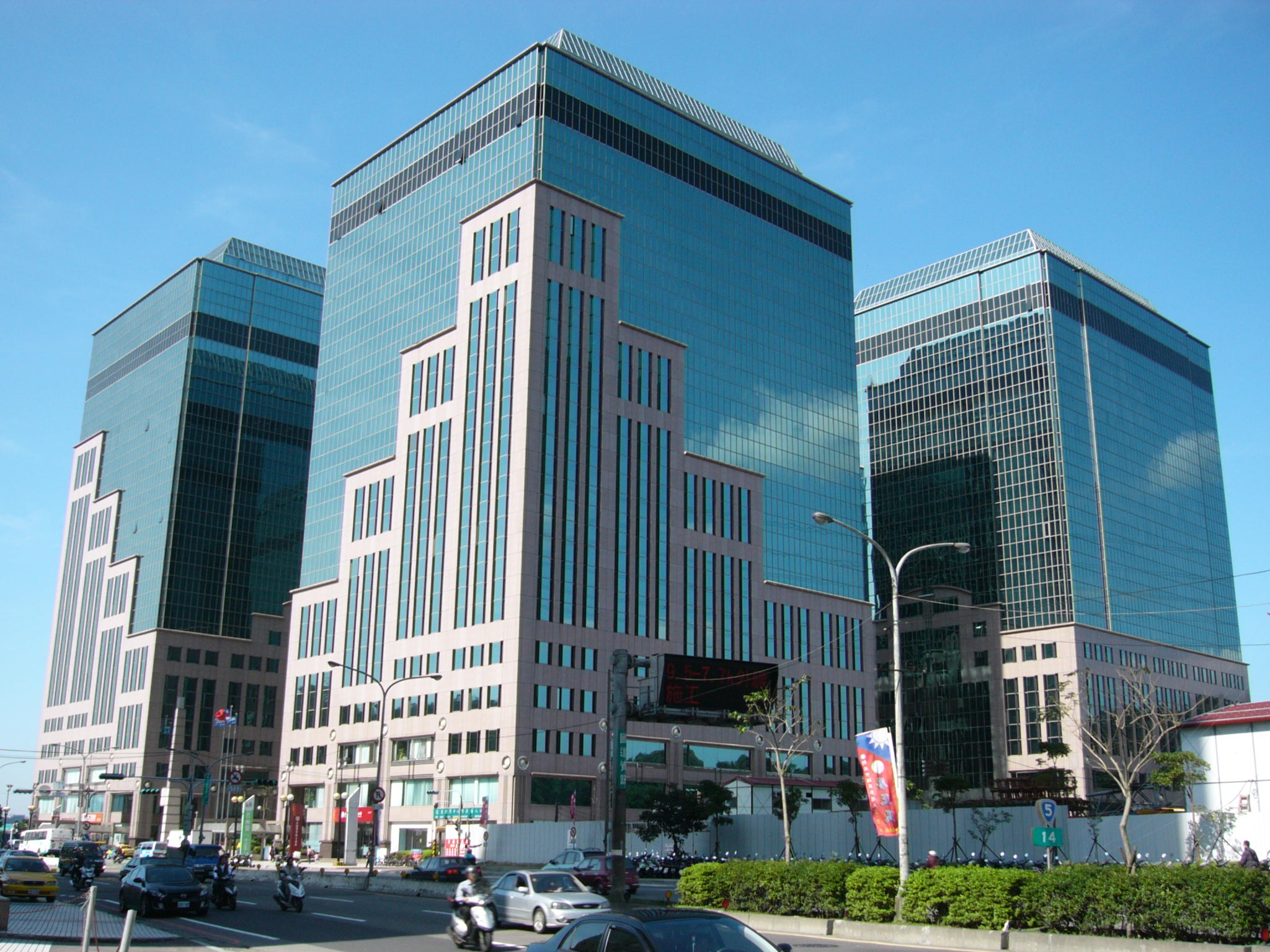
中國生產力中心總部所在的遠東世界中心

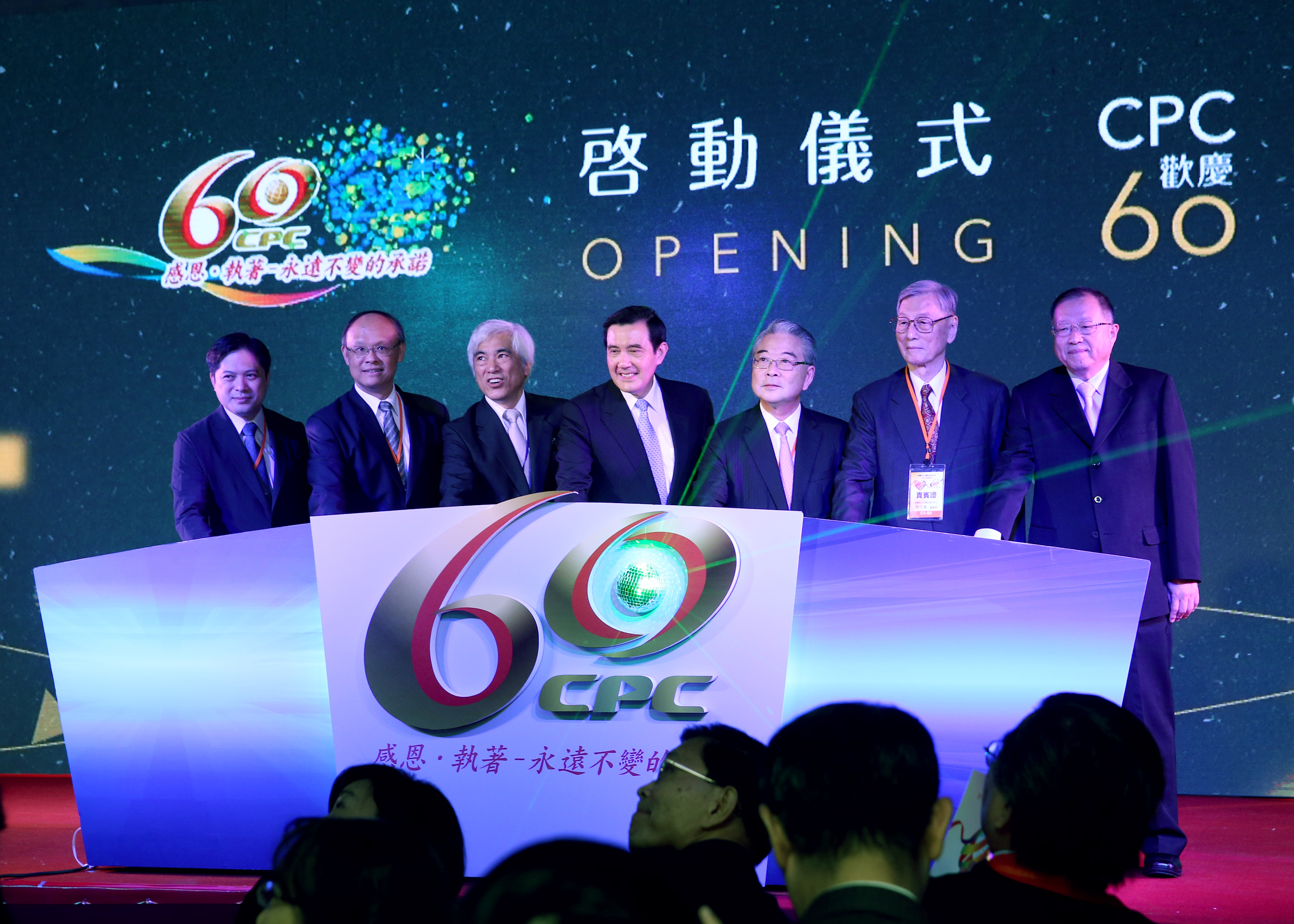
中國生產力中心60週年慶祝典禮啟動儀式

1950年初，中華民國經濟逐步成長，各種產業正處於萌芽階段。為協助產業提高生產力，1955年11月11日工業節經濟部創立財團法人中國生產力中心。
1959年8月，中國生產力中心增設貿易推廣部，更名為「財團法人中國生產力及貿易中心」。
1961年5月發起亞洲生產力組織（APO），為創始國及會員。
1968年7月改組，擬將貿易推廣部改組成立中華民國對外貿易發展協會。
1970年7月恢復舊名「財團法人中國生產力中心」。
2005年11月創立50週年。
2010年9月建置「管理知識中心」（Management Knowledge Center）網站（myMKC.com）。
2015年11月創立60週年。

## 外部連結
- 中國生產力中心（页面存档备份，存于）
- 中國生產力中心管理知識中心（页面存档备份，存于）